# Sujin-dong
Sujin-dong (koreanska: 수진동) är en stadsdel i staden Seongnam i provinsen Gyeonggi strax söder om huvudstaden Seoul. Den ligger i stadsdistriktet Sujeong-gu.

## Indelning
Administrativt är Sujin-dong indelat i:
| Namn    | Namn             | Yta km² | Invånare 31 dec 2020 |
| ------- | ---------------- | ------- | -------------------- |
| 수진1동 | Sujin 1(il)-dong | 0,39    | 14 615               |
| 수진2동 | Sujin 2(i)-dong  | 0,86    | 17 991               |